# Métro de Tabriz
Le métro de Tabriz est un réseau de métro desservant la ville de Tabriz une des principales agglomérations d'Iran située au nord-ouest du pays, à 500 kilomètres de Téhéran et peuplée d'environ 2 millions d'habitants. Le réseau, qui doit comporter quatre lignes, est constitué en 2017 d'une ligne unique longue de 6,5 kilomètres en partie aérienne et en partie souterraine, comportant 6 stations. Cette ligne est devenue opérationnelle en aout 2015.

## Historique
Le premier tronçon de la ligne 1 est inauguré le 28 aout 2015. Long de 7 km il relie les terminus d'El Goli et Ostad Shahriar et comprend en tout 6 stations. Le prolongement de la ligne 1 et la construction de la ligne 2 sont en cours en 2017.

## Réseau

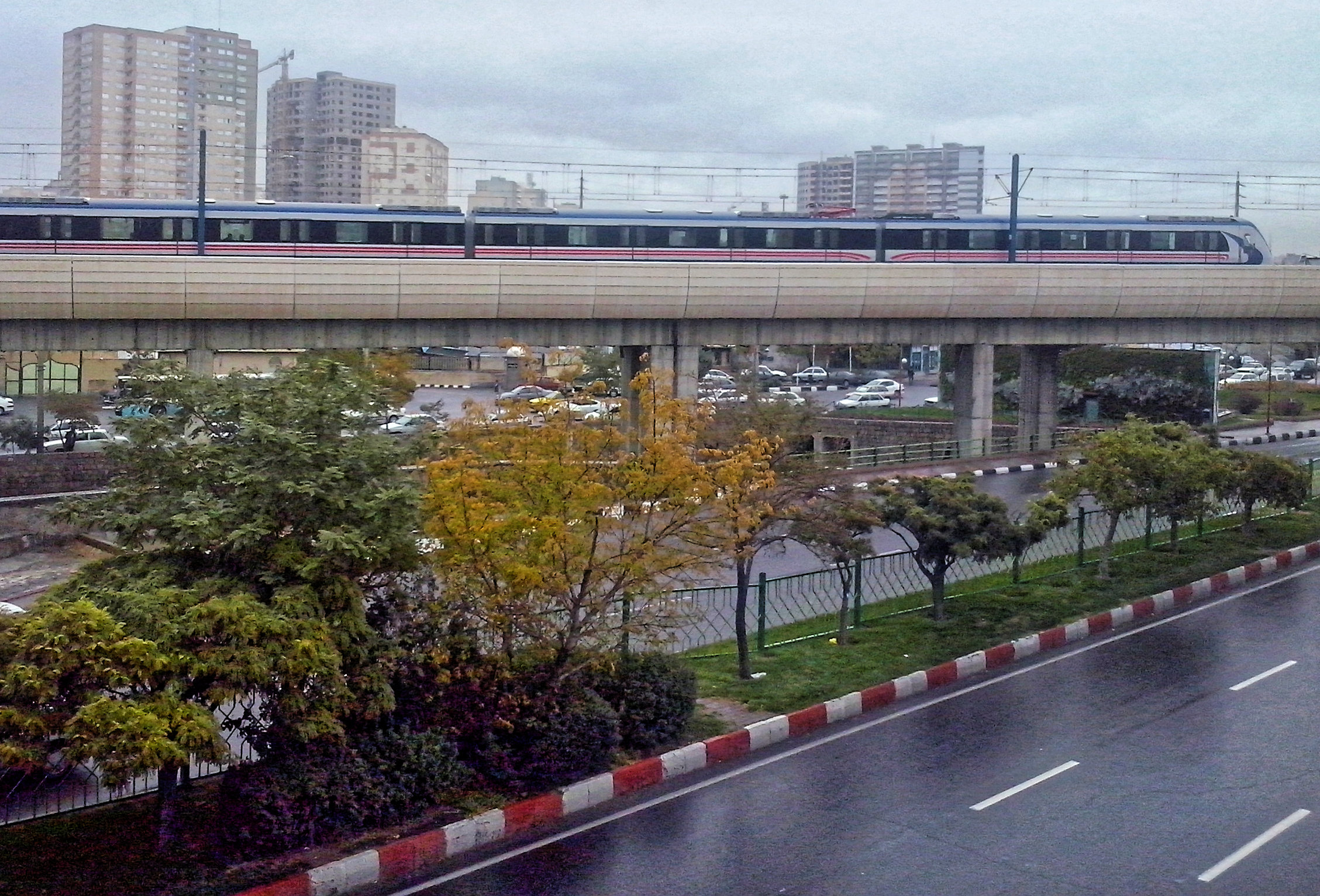
Le métro de Tabriz circule sur son viaduc.

Le réseau doit comprendre à terme 4 lignes. La ligne 1 orientée est-ouest est longue de 17,2 kilomètres et relie les stations El Goli à Nur et comprend 12 stations. 6,5 kilomètres ont été ouverts en 2015. Elle passe dans un tunnel sous le centre de la ville et comprend une partie en viaduc. Le trafic attendu est de 20 000 passagers par heure en heure de pointe. La ligne 2 longue de 22 kilomètres relie les banlieues est et ouest en passant dans un tunnel sous les parties les plus denses de la vie en particulier le centre commercial. La ligne 3 longue de 15 km comprendra 14 stations et doit desservir l'aéroport de Tabriz. La ligne 4 devrait être une ligne circulaire qui sera sans doute entière construite en surface ou sur viaduc.